# Lansing (Kansas)
Pour les articles homonymes, voir Lansing.
Lansing est une ville du comté de Leavenworth au Kansas.